# Rainald II. (Clermont)
Rainald II. von Clermont (französisch: Renaud II. de Clermont) (1099–1152 bezeugt; † vor 1162) wurde 1101 bzw. 1103 Graf von Clermont-en-Beauvaisis, nachdem er ab 1099 am Ersten Kreuzzug teilgenommen hatte. Er war der Sohn des Hugo (Hugues) von Clermont, genannt Hugo von Mouchy, der seit 1067 Herr von Creil war, und der Margarete (Marguerite) von Montdidier.
Rainald heiratete 1103 in erster Ehe die Gräfin Adelheid (Adélaide) von Vermandois und Valois aus dem Haus der Karolinger († 28. September 1120/1124), die Witwe von Hugo von Frankreich, einem jüngeren Bruder des Königs Philipp I., dem sie die Grafschaften Vermandois und Valois zuführte, und der auf dem Kreuzzug von 1101 starb; durch diese Ehe war er der Stiefvater des späteren französischen Regenten (1147–1149) Rudolf von Vermandois.
Mit Adelheid hatte Rainald zwei Kinder:
- Margarete (Marguerite); ⚭ I vor Juli 1119 Karl der Gute von Dänemark, Graf von Flandern 1119–1127, ermordet 2. November 1127 in Brügge (Haus Estridsson); ⚭ II um 1128 Hugo III. (St. Pol) Graf von Saint-Pol 1096–1145; ⚭ III Balduin von Encre (Baudouin d'Encre)
- Rudolf (Raoul), 1119 bezeugt

In zweiter Ehe heiratete Rainald Clementia von Bar († nach 20. Januar 1183), eine Tochter des Grafen Rainald I.
Mit Clementia von Bar hatte Rainald mindestens neun Kinder:
- Rudolf I. der Rote (Raoul I. le Roux) (X 15. Oktober 1191 vor Akko), 1157 Graf von Clermont-en-Beauvaisis, 1153 Herr von Creil, 1164 Connétable von Frankreich; ⚭ 1153 Adèle de Breteuil († nach 1196/97), Tochter des Valeram (Galeran) III., Herr von Breteuil-en-Beauvaisis, begraben in Variville
- Hugo (Hugues) († 28. Mai 1200) 1164–1170 primicerius in Metz, vor Ende 1171 Elekt von Metz, 1176 Abt von Creil, Propst von Saint-Sauveur in Metz, Domherr in Toul, 1186 Archidiakon in Ligny
- Simon I., Herr von Ailly-sur-Noye 1162/87; ⚭ Mathilde von Breteuil († 14. März 1208), Tochter des Valeram (Galeran) III., Herr von Breteuil-en-Beauvaisis
- Guido (Guy), 1152 bezeugt
- Stephan (Étienne), 1162 bezeugt
- Walter (Gautier)
- Margarete (Marguerite) († 29. Oktober wohl 1187) Herrin von Luzarches; ⚭ zwischen 1. August 1154 und 26. März 1155 Guido (Guy) von Senlis, Herr von Chantilly und Ermenonville, Bouteillier von Frankreich († 10. Oktober 1188)
- Mathilde (Mahaut, Mabile) 1162/1200 bezeugt; ⚭ Aubry II. Graf von Dammartin, Herr von Lillebonne († 20. September 1200) (Haus Mello)
- Konstanz (Constance), ⚭ 1165 Rogue de La Tournelle und Vogt von Pronastre